# Automeris iwanowitschi
Automeris iwanowitschi é uma espécie de mariposa do gênero Automeris, da família Saturniidae.
Sua ocorrência foi registrada no Equador, em Sucumbíos, El Playon, 2 km de Minas, 0º37'24"N, 77º39'51"W, a 3320 m de altitude. Também foi encontrada na Colômbia.
Tem por sinônimo Automeris papallactensis (Brechlin, Käch & Meister, 2013)